# Sévignac
Sévignac (tiếng Breton: Sevinieg) là một xã của tỉnh Côtes-d’Armor, thuộc vùng Bretagne, tây bắc Pháp.

## Dân số
Người dân ở Sévignac được gọi là Sévignacais.